# Simoni Dall Croubelis
Simoni Dall Croubelis (ca. 1727 – ca. 1790) var en komponist, der boede i København i nogle år og der efterlod sig en omfattende samling kompositioner i manuskript. 
Desværre er den biografiske viden, der er overleveret om ham, meget sparsom, og visse af de konklusioner, forskerne har nået, er gjort på et spekulativt grundlag. Croubelis optræder også under andre navneformer: Domingo Simoni del Croubelis, Dominique Simono, Dominique Simonaux eller Simoni dall Croebelis er bare nogle af formerne. 
Der findes 2 optegnelser i danske annaler vedrørende Croubelis. 
- Ved folketællingen pr. 1. juli 1787 optræder på adressen ”Gammel Myndt no 148 – 5. familje” følgende: Dominique Simono – Husbond 60 – Compositeur ved Musiquen, Chanel Simono – kone – 40, Jean Simono – søn 8.
- Af Sankt Petri Kirkes begravelsesprotokol fremgår det at få måneder forinden (10. februar 1787) var en datter af ”Dominique Simonaux Catoliquen und Musicus” død af kopper 3 år gammel.

Før sin tid i Danmark har Croubelis efterladt sig spor i Holland. i Nieuw Nederlandisch Biografisch Woordenbook, Leiden 1912 Vol II, omtales han som musikmester i Amsterdam, og der opregnes nogle nodeudgivelser, som tillægges ham under navnene Croubelis og D. Simono. Desuden betragtes det som sikkert, at en stor del, om ikke alle de kompositioner, der nu findes i Det Kongelige Bibliotek, er skrevet under opholdet i København. Det er også så godt som sikkert at Croubelis var i forbindelse med kammerherre W.H.R.R. Giedde (1756-1816), der var en habil fløjtenist, i 1791-1792 var administrativ chef for Det Kongelige Kapel og var samler af en meget stor mængde noder, som nu findes i Det Kongelige Bibliotek. Croubelisnoderne indgår ikke i den officielle Giedde-samling, men antages alligevel at have udgjort en del af Gieddes noder. Musikforskeren Erling Winkel anfører derudover at Croubelis også havde forbindelser til den spanske gesandt, Marquis de Musquize og tjente som kapelmester hos et medlem af det russiske gesandtskab.